# Baigneuses au soleil
Baigneuses au soleil est une œuvre pour piano de Déodat de Séverac composée en 1908. Dédiée au pianiste Alfred Cortot et sous-titrée « Souvenir de Banyuls-sur-Mer », la partition est créée par Blanche Selva, à Bruxelles dans un concert de La Libre Esthétique, le 30 mars 1909.
La pièce, généralement considérée comme un chef-d'œuvre de son auteur, est un sommet de la musique impressionniste française.

## Composition
Déodat de Séverac compose Baigneuses au soleil en 1908. À l'origine, la pièce faisait partie de la suite Cerdaña mais le compositeur décida, « après réflexion, qu'il valait mieux laisser ces dames seules et nues ». René Dumesnil considère cette pièce comme une suite à part entière.
L'œuvre, dédiée à Alfred Cortot, est créée par Blanche Selva à Bruxelles dans un concert de La Libre Esthétique, le 30 mars 1909.

## Présentation
L'œuvre est en un seul mouvement, Assez lent et un peu maniéré, en fa dièse éolien à 
. Les changements de mesure et de tempo sont nombreux, ainsi que les modulations vers des tonalités éloignées, avec des sonorités de boîte à musique.
Alfred Cortot, tout en distinguant l'écriture musicale de Séverac de celle de Ravel ou Debussy, en ce que le « dessin musical n'y abdique rien d'un certain traditionalisme », souligne que dans la partition, « parfaitement assouplie à son sujet, la technique pianistique de Déodat évolue dans le sens impressionniste, se colore de reflets et de scintillements qu'elle avait négligés dans les œuvres précédentes ».
Pour le dédicataire, Baigneuses au soleil — sous-titrée « Souvenir de Banyuls-sur-Mer » — est une « étude pittoresque » dans laquelle « ce que le titre suggère, la musique le précise de ses enchantements. Sorte de vision païenne, image de beaux corps nus, ruisselants dans l'air marin et baignés de lumière méditerranéenne ».
Vladimir Jankélévitch rapproche l’œuvre de Le soleil se joue dans les vagues de Gabriel Dupont et de Jeux de vagues de Debussy : « les trois musiciens français organisent chacun avec son génie propre les jeux impressionnistes de la réfraction et de la dispersion ».

## Analyse

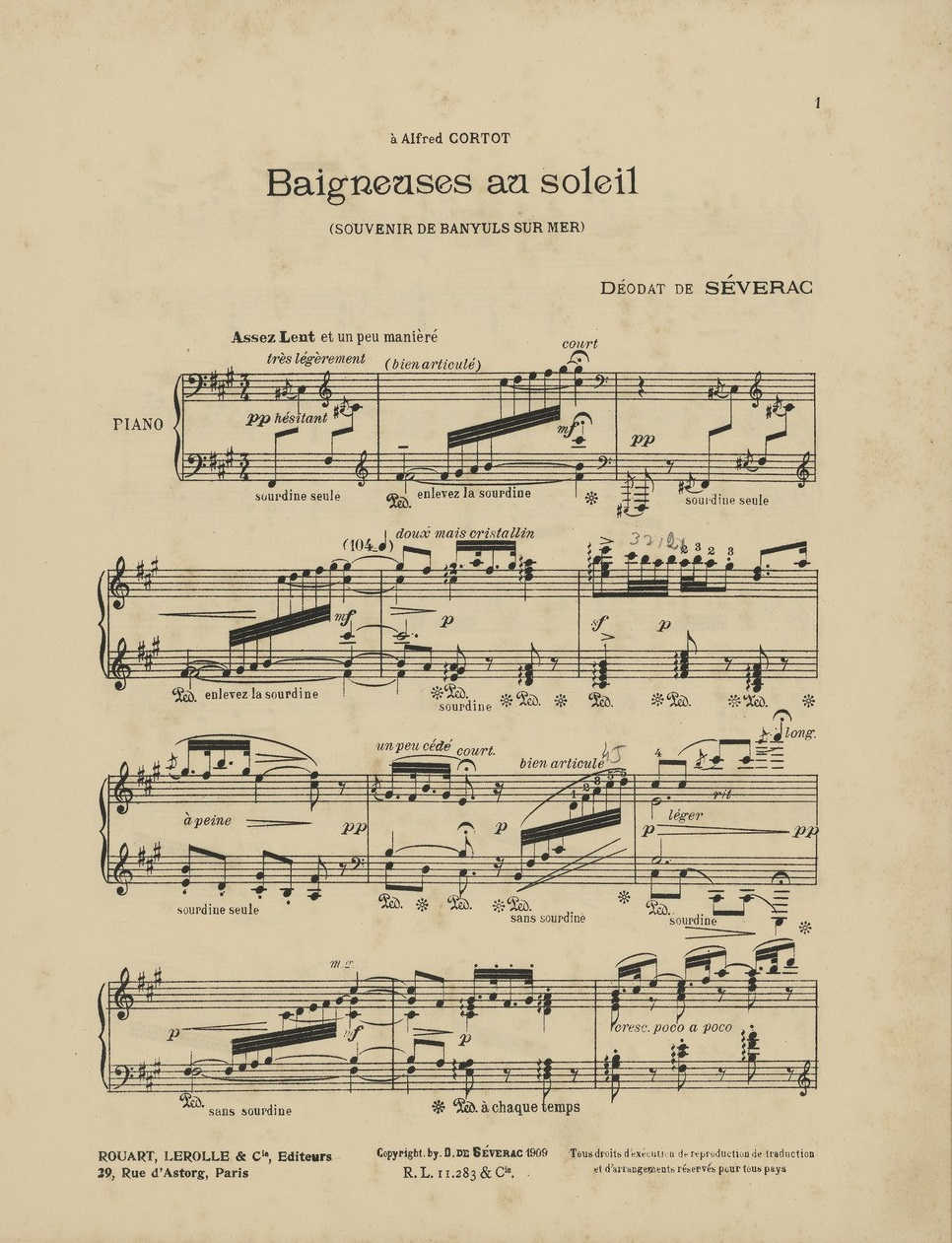
Première page de la partition, éd. Rouart-Lerolle (1909).

Jankélévitch relève l'usage dans la partition de la « sixte ajoutée » (qui « résulte de l'adjonction du sixième degré à la quinte juste »), et l'explique par le goût de Séverac pour « la sonorité vibrante [...] Dans les jeux de la lumière et de l'eau, la vibration sonore a trouvé son milieu privilégié ». Ainsi, la « fin des Baigneuses au soleil est pleine d'échos, de lassitude et de sommeil, de mourantes et paresseuses résonances qui se prélassent, puis expirent dans la lambinerie et l'attardement général des dernières mesures. La sixte ajoutée scintille au soleil, comme les ondines de Banyuls ruisselantes de gouttelettes ».
Le philosophe et musicologue souligne également la bitonie de la fin de l’œuvre, qui « est surtout un raffinement impressionniste ».

## Postérité
Gustave Samazeuilh, attaché aux « mérites d'ordre pittoresque » de la musique de Déodat de Séverac, admire les « trouvailles sonores » des « éblouissantes » Baigneuses au soleil.
Guy Sacre considère l’œuvre comme « le sommet d'une courbe » dans l'œuvre de Séverac, qui « nulle part n'a autant soigné son écriture instrumentale, inventé avec autant de génie » : « c'est une œuvre magnifique que Baigneuses au soleil, un joyau du piano en ce début du XXe siècle qui en a tant produit, et tout le contraire de cette Ondine ravélienne, que Jankélévitch disait industrieuse ».
Pour Alfred Cortot, qui souligne la « féerie des sonorités » de Baigneuses au soleil, l’œuvre marque « le point culminant d'une recherche instrumentale dont le souci ne s'affirmera plus avec la même évidence dans ses productions ultérieures ».
Défendue par des interprètes tels Blanche Selva, Alfred Cortot, Jean Doyen et Aldo Ciccolini, Baigneuses au soleil est l'une des pièces les plus populaires et appréciées de Séverac.

## Discographie
| Interprète             | Complément                                                          | Label             | Référence        | Année |
| ---------------------- | ------------------------------------------------------------------- | ----------------- | ---------------- | ----- |
| Jean-Joël Barbier      | Cerdaña, En Languedoc                                               | Accord            | 200322           | 1970  |
| Aldo Ciccolini         | Intégrale (3 CD)                                                    | EMI Classics      | 7243 5 72372 2 2 | 1970  |
| Françoise Thinat       | Cerdaña, En Languedoc, Les Naïades et le Faune indiscret            | Ariane            | ARI 154          | 1991  |
| Izumi Tateno           | Intégrale (2 CD)                                                    | Finlandia Records | 8573-87181-2     | 2001  |
| Billy Eidi             | Cerdaña, Sous les lauriers roses, Les Naïades et le Faune indiscret | Timpani           | 1C1080           | 2004  |
| Jordi Masó             | Intégrale (CD no 2)                                                 | Naxos             | 8.572428         | 2011  |
| François-Michel Rignol | Intégrale (3 CD)                                                    | Solstice          | 306-8            | 2014  |

### Ouvrages généraux
- Alfred Cortot, La musique française de piano, Paris, Presses universitaires de France, coll. « Quadrige », 1981, 762 p. (ISBN 2-13-037278-3).
- René Dumesnil, La musique contemporaine en France, t. I, Paris, Armand Colin, 1930, 218 p.
- Vladimir Jankélévitch, La présence lointaine : Albeniz, Séverac, Mompou, Paris, Seuil, coll. « Points » (no 912), 2021 (1re éd. 1983) (ISBN 978-2-7578-9065-3).
- Guy Sacre, La musique pour piano : dictionnaire des compositeurs et des œuvres, vol. II (J-Z), Paris, Robert Laffont, coll. « Bouquins », 1998, 2998 p. (ISBN 978-2-221-08566-0), p. 2934-2950.
- Gustave Samazeuilh, Musiciens de mon temps : Chroniques et souvenirs, Paris, Éditions Marcel Daubin, 1947, 430 p.
- François-René Tranchefort (dir.), Guide de la musique de piano et de clavecin, Paris, Fayard, coll. « Les Indispensables de la musique », 1987, 870 p. (ISBN 978-2-213-01639-9), p. 775-780.

### Monographies
- Jean-Bernard Cahours d'Aspry, Déodat de Séverac, musicien de lumière. Sa vie, son œuvre, ses amis (1872-1921), Atlantica-Séguier, coll. « Carré Musique », 2001, 145 p. (ISBN 978-2-84049-235-1).
- Pierre Guillot, Déodat de Sévérac : musicien français, Paris, L'Harmattan, 2010, 354 p. (ISBN 978-2-296-13156-9, présentation en ligne).